# 부바카르 트라왈리
스티브 부바카르 트라왈리(영어: Steve Bubacar Trawally, 1994년 11월 10일 ~ )는 감비아의 축구 선수로, 현재 스웨덴 알스벤스칸의 함마르뷔 IF와 감비아 축구 국가대표팀에서 공격수로 활약하고 있다.

## 구단 경력
2019년 2월 사우디아라비아 클럽 알샤바브로 이적하였고, 같은 해 9월 아랍에미리트 팀인 아지만 클럽으로 임대되었다.
2022년 3월 31일, 트라왈리는 스웨덴 알스벤스칸의 함마르뷔 IF로 이적하여 2년 계약을 맺었다. 부상으로 인해, 그는 리그 첫 8경기에 결장하였고, 5월 22일, 3-0으로 이긴 IFK 노르셰핑과의 홈 경기에서 데뷔 전을 치렀다. 며칠 후, 트라왈리는 말뫼 FF와의 2021-22 스벤스카 쿠펜 결승전에 출전하였고, 경기는 0-0 무승부로 끝난 후, 함마르뷔는 승부차기 끝에 4-5로 패했다. 트라왈리는 2022년 시즌 내내 알스벤스칸 9경기에 출전하여 2골을 기록하였고, 9월 말, 무릎 부상으로 남은 기간 동안 그를 제외시켰다. 그는 2023 시즌의 대부분을 부상을 치료하며 보냈고, 10월 초에 복귀 전을 치렀고, 알스벤스칸 3경기에 출전하여 경기를 끝냈다. 2023년 11월 12일, 트라왈리는 계약 만료 후, 다음 해 말에 클럽을 떠날 것이라고 발표되었다.

## 국가대표팀 경력
2015년 9월 6일, 트라왈리는 카메룬과의 2017년 아프리카 네이션스컵 예선 경기에서 64분에 파 디바와 교체되어 감비아 국가대표팀 데뷔 전을 치렀다.